# Kaavinjärven metsä
Kaavinjärven metsä este o arie protejată (arie specială de conservare — SAC, sit de importanță comunitară — SCI) din Finlanda întinsă pe o suprafață de 72 ha, integral pe uscat.

## Localizare
Centrul sitului Kaavinjärven metsä este situat la coordonatele 62°53′26″N 28°33′59″E / 62.8906°N 28.5664°E.

## Înființare
Situl Kaavinjärven metsä a fost declarat sit de importanță comunitară în august 1998 pentru a proteja 1 specie de animale. Situl a fost protejat și ca arie specială de conservare în aprilie 2015.

## Biodiversitate
Situată în ecoregiunea boreală, aria protejată conține 6 habitate naturale: Lacuri și iazuri distrofice naturale, Cursuri de apă de la nivel de câmpie la nivel montan, cu vegetație Ranunculion fluitantis și Callitricho-Batrachion, Pante stâncoase silicioase cu vegetație casmofită, Taiga vestică, Păduri fino-scandinave bogate în ierburi cu Picea abies, Mlaștini împădurite.
La baza desemnării sitului se află o specie protejată de  mamifere: veveriță zburătoare siberiană (Pteromys volans).